# Ajzenmengerov sindrom
Ajzenmengerov sindrom (skraćeno (ES) je urođena srčana anomalija sa inicijalno velikim sistemskim plućnim šantom koji dovodi do teške plućne vaskularne bolesti i plućne arterijske hipertenzije (PAH). Bolest prati — promene smera šanta sa obrnutim ili dvosmernim kretanjem krvi kroz intra-kardijalnu ili intervaskularnu (obično aorto-plućnu) komunikaciju i centralna cijanoza.

## Etimologija
Ajzenmengerov sindrom je tako nazvan, od strane dr. Pola Vuda nakon, što je doktor Viktor Ajzenmenger, prvi opisao ovu urođenu manu, 1897. godine.

## Epidemiologija
Morbiditet/mortalitet
Smatra se da je ES retka bolest koja podjednako pogađa muškarce i žene. Incidencija Ajzenmengerovog sindroma se smanjuje u razvijenom svetu jer se velika većina uzročnih srčanih lezija sada može uspešno lečiti.
Incidenca ove srčane mane može i dalje biti veća u manje razvijenim regionima sveta jer je perinatalno preživljavanje veće, ali je hirurško lečenje za mnoge ostalo nedostupno.
U registru Europskog Pregleda za srce, od 1.877 odraslih pacijenata sa kongenitalnim anomalijma srca (ASD, VSD, ili cijanotičnim manama, ili sa drugim kongenitalnim anomalijama, 28% obolelih imalo je plućnu hipertenziju i 12% Ajzenmengerov sindrom. Što se tiče učestalosti najčešće se Ajzenmengerov sindrom sreće u reverznim šantovima.
U novijim radovima, prevalenca plućne hipertenzije (PAH) (definisana RVP ultrazvučno, kod 1.824 ispitanika sa VSD) bila je 6.1%, a 3.5% Eisnmegerov sindrom.

## Etiopatogeneza
Ajzenmengerov sindrom je ranije opisivan kao ventrikularni septalni defekt sa hipertrofijom desne komore, „jašućom” aortom i cijanozom. Patološka oštećenja i patobiološke promene plućne vaskulature koje se javljaju kod pacijenata sa PAH udruženim sa kongenitalnim sistemsko pulmonalnim šantom smatraju se veoma sličnim onima posmatranim u drugim oblicima plućne arterijske hipertenzije. Monoklonalna endotelijana ćelijska proliferacija kod idiopatskog oblika plućne arterijske hipertenzije (nije potvrđena u drugim tipovima PAH-a) što upućuje na moguće različitosti u mehanizmima rasta ćelije. Endotelijalna disfunkcija u pacijenata sa ovim sindromom takođe može utiecati na sistematsku cirkulaciju. Početni procesi koji dovode do endotelijalne disfunkcije mogu biti vezani za oštećenje pulmonalnog endotela zbog povećanog plućnog protoka i pritiska. Početne morfoloske promene (hipertrofija medije i proliferacija intime) su na početku reverzibilne. Ako bolest napreduje, onda nastaju pleksiformne lezije i arteritis, koje su ireverzibilni.
Kao mogući oblici dolaze u obzir i: ventrikularni septalni defekt, duktus arteriosus perzistens, pretkomorski septalni defekt.
Uzroci pulmonalne hipertenzije nisu poznati; u mnogo slučajeva nalazi se još od rođenja. Povećana pulmonalna vaskularna rezistencija dovodi do hipertrofije desne komore, i reverznog đanta. Ali krv još uvek prolazi kako s leva na desno, tako isto i sa desna na levo.
ES se generalno razvija kod dece pre puberteta, ali se može razviti u adolescenciji ili u ranom odraslom dobu. Deca rođena sa velikim ventrikularnim septalnim defektom, atrio-ventrikularnim septalnim defektom ili trajno patentnim arterijskim kanalima su najosetljiviji. Plućna hipertenzija takođe može biti povezana sa atrijalnim septalnim defektima, ali je kontroverznija u pogledu toga da li je to tačnije oblik idiopatske plućne hipertenzije (moguće ubrzan šantom) nego direktno zbog atrijskog šanta.

## Klinička slika
Eisnmengerov sindrom je multiorgansko oboljenje sa progresivnim karakterom, koje se klinički ispoljava sledećim znacima i simptomima :
- centralna cijanoza,
- dispneja, praćena zamorom i kletargijom
- bolovima u grudima, palpitacije, srčane aritmije,
- hemoptizija,
- sinkopa i
- oštećenje desne komore sa sa hepatomegalijom, jugularnim venskim distancama i perifernim edemom, i kasnim komplikacijama.
- komorski i pretkomorski eptalnidefekt koji dovode dopojave cijanoze sa batičastim prstima i policitemijom.
- reverzni ductus arteriosus perzistens uzrokuje cijanozu donjih delova nogu i prstiju.[1]

Kako pacijenti pate od niske saturacije, poremećaji hemostaze, uključujući i trombocitopeniju, su rizični za krvarenja i pojavu tromboza, posebno za tromboze mozga zbog uvećanja proksimalnih plućnih arterija kod 20% pacijenata, čiji su uzrok periferne embolizacije i pulmonalne infarkcije, udružene sa disfunkcijom obe srčane komore i redukcijom plućnog protoka.
Prekordijalni znaci ES su glasni (često palpabilni) drugi srčani zvuk i desni ventrikularni izlaz. Može se čuti plućni ejekcioni klik; šumovi su varijabilni i obuhvataju plućnu i trikuspidnu regurgitaciju.

## Dijagnoza
Dijagnoza se postavlja na osnovu anamneze, fizikalnog pregleda i kliničkih testova:
Fizikalni pregled u toku koga je moguće palpirati (opipati) akciju desne komore i a. pulmonalis. Auskultatorno (osluškivanjem) duž leve ivice sternuma čuje se sistolni šum; tu se može čuti i rani pulmonalni sistolni udar.
Radiografski nalazi: na fluoroskopij imoguće je konstatovati veliku, aktivno pulzirajuću pulmonalnu arteriju i manje izražen plućni crtež.
EKG: obično se nalazi hipertrofija desne komore sa izraženim P talasima.
Dopunska ispitivanja: kateterizacijom srca, angiokardiografijom i pomoću dyedilution krivulje moguće je ustanoviti veličinu šanta.
- Ehokardiogram kod pacijenata sa Ajzenmengerovim sindromom

## Diferencijalna dijagnoza
Diferencijalne dijagnoze uključuje:
- idiopatsku plućnu hipertenziju,
- tetralogiju Fallot,
- trikuspidnu atresiju,
- transpoziciju velikih arterija,
- upornu novorođenačku plućnu hipertenziju,
- plućnu infekciju i
- respiratornu insuficijenciju.[1]

## Terapija
Medikamentna
Oralna antikoagulantna terapija zahteva primenui antitrombocitnih lekova, čija primena se treba sagledati u okviru samog pojedinačnog slučaja i rizika od krvarenja.
Ne postoje podaci o korisnosti upotrebe blokatora kalcijumovih kanala, od kojih su odobrene tri klase lekova za lečenje PAH: prostanoidi, endotelin receptor antagonist (ERAs) i fosfodiesteraza tip-5 inhibitor.
Hirurška terapija
Transplatacija pluća sa korekcijom srčanog oštećenja ili kombinovanom srce-pluća transplatacijom krajnji je cilj lečenja za pacijente sa Ajzenmengerovim sindronom koji imaju lošu prognozu u vidu pada funkcionalnog stanja, oštećenja desnog srca, i pogoršanje hemodinamičkih promena, naročito kod slabe funkcije komora i povišenih vrednostima B-tipa natriuretskog peptida (BNP).

## Komplikacije
Komplikacije ES uključuju:
- infektivni endokarditis,
- hiperviskozitet,
- nedostatak gvožđa,
- poremećaji krvarenja,
- hiperurikemiju,
- moždani udar i
- cerebralni apsces.

Pacijenti su izuzetno visokog rizik od smrti ili glavnih komplikacija tokom trudnoće i puerperijuma.

## Prognoza
Preživljavanje osoba s Ajzenmengerovim sindromom je redukovan u odnosu na ostalu populaciju. Mnogi bolesnici dožive treću ili četvrtu deceniju, a neki i sedmu.
Očekivani životni vek zavisi od vrste i težine osnovnog defekta i funkcije desne srćane komore, a kreće se od 20 do 50 godina. Kod pacijenata sa sindromom stopa smrtnosti majki prelazi 50%. Šanse za prživljavanje kod prevremeno rođenih i kod novorođenčeta sa niskom telesnom težinu pri rođenju su izuzetno visoke. Takođe verovatnoća života dramatično pada sa nižim nivoima zasićenja majčine krvi kiseonikom ako je majčina zasićenost krvi kiseonikom manje od 85%.
Preživeli su najčešće boljeg opšteg stanja od onih sa idiopatskom PAH. Oštećenje desnog srca i progresivan pad kapaciteta negativna su opterećenja i loši
prognostički faktor.

## Spoljašnje veze
|  | Molimo Vas, obratite pažnju na važno upozorenje u vezi sa temama iz oblasti medicine (zdravlja). |